# 似黄斑褶鮡
似黄斑褶鮡（学名：Pseudecheneis sulcatoides）为輻鰭魚綱鯰形目鮡科褶鮡属的鱼类。在中国，分布于云南维西县的白济汛、保山县的瓦窑、云县、昌宁县的温泉、思茅县的小橄榄坝和小黑江、漾濞、勐海.等，體長可達10公分。该物种的模式产地在云南漾濞。